# Dasyatis acutirostra
Dasyatis acutirostra là một loài cá trong họ dasyatidae, thường xuất hiện ở vùng biển Nam Nhật Bản và Đông Trung Quốc.